# ATP Challenger Menorca
Das ATP Challenger Menorca (offizieller Name: Open Menorca) ist ein seit 2025 ausgetragenes Tennisturnier in Ciutadella auf Menorca. Es ist Teil der ATP Challenger Tour und wird im Freien auf Sand gespielt.

## Liste der Sieger

### Einzel
| Jahr | Sieger        | Finalgegner       | Ergebnis |
| ---- | ------------- | ----------------- | -------- |
| 2025 | Vilius Gaubas | Pol Martín Tiffon | 6:0, 6:4 |

### Doppel
| Jahr | Sieger                          | Finalgegner                       | Ergebnis |
| ---- | ------------------------------- | --------------------------------- | -------- |
| 2025 | Benjamin Hassan Sebastian Ofner | Andrea Vavassori Matteo Vavassori | 7:5, 6:3 |